# Yves Mboussi
Yves Simplice Mboussi (Bafia, 30 maggio 1987) è un calciatore camerunese, difensore del Kótaj.

## Carriera
Ha giocato nella massima serie dei campionati ungherese, vietnamita e moldavo.